# Placche senili

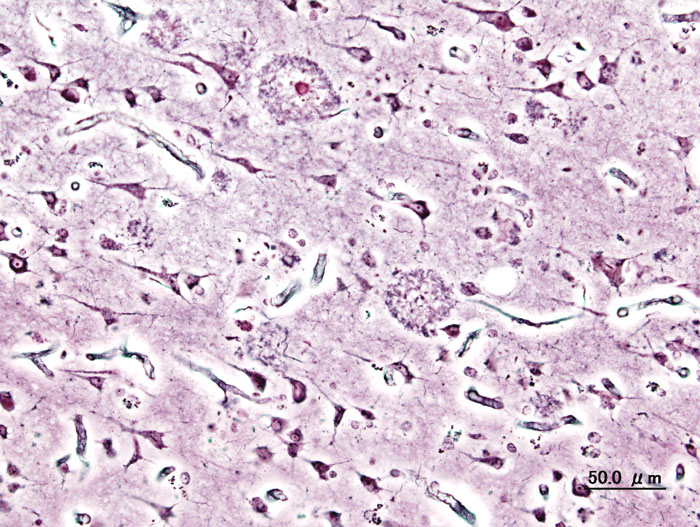
Immagine istopatologica di placche senili nella corteccia cerebrale di una persona affetta da Malattia di Alzheimer

Le placche senili, dette anche placche amiloidi, sono formazioni extracellulari costituite da una parte centrale in cui si accumula proteina amiloide, e una parte periferica in cui si depositano detriti neuronali (principalmente frammenti assonali); sono riscontrabili nell'encefalo, in misura maggiore a livello dell'ippocampo, del Giro del Cingolo, e nelle cortecce associative delle regioni frontali e temporo-parietali.
Le placche senili rappresentano una delle caratteristiche microscopiche principali della malattia di Alzheimer, insieme alla degenerazione neurofibrillare (ammassi neurofibrillari) ed all'Angiopatia amiloide (congofila).
Pare che nella produzione della proteina amiloide sia implicato un gene contenuto nel cromosoma 21.